# Irja Ranin
Irja Ranin (7 de abril de 1930 – 2 de agosto de 1995) fue una periodista, actriz y directora teatral y televisiva finlandesa.

## Biografía
Su nombre completo era Irja Irene Hämeranta, y nació en Nurmes, Finlandia, siendo sus padres el actor y director Toivo Hämeranta y la actriz y escritora Kerttu Hämeranta. Comenzó su carrera teatral como aprendiz e intérprete en el Kaupunginteatteri de Turku, actuando después en el Suomen Työväenteatteri entre 1953 y 1954. Dentro de su actividad teatral, fue fundadora, junto a su marido Matti Ranin, del Kasper-teatteri, local en el que además de actuar, trabajó como directora artística y escenógrafa. El Kasper-teatteri se mantuvo activo entre 1961 y 1988.
Fue también actriz cinematográfica, actuando en la producción de 1952 Rengasmatka eli peräkylän pikajuna.

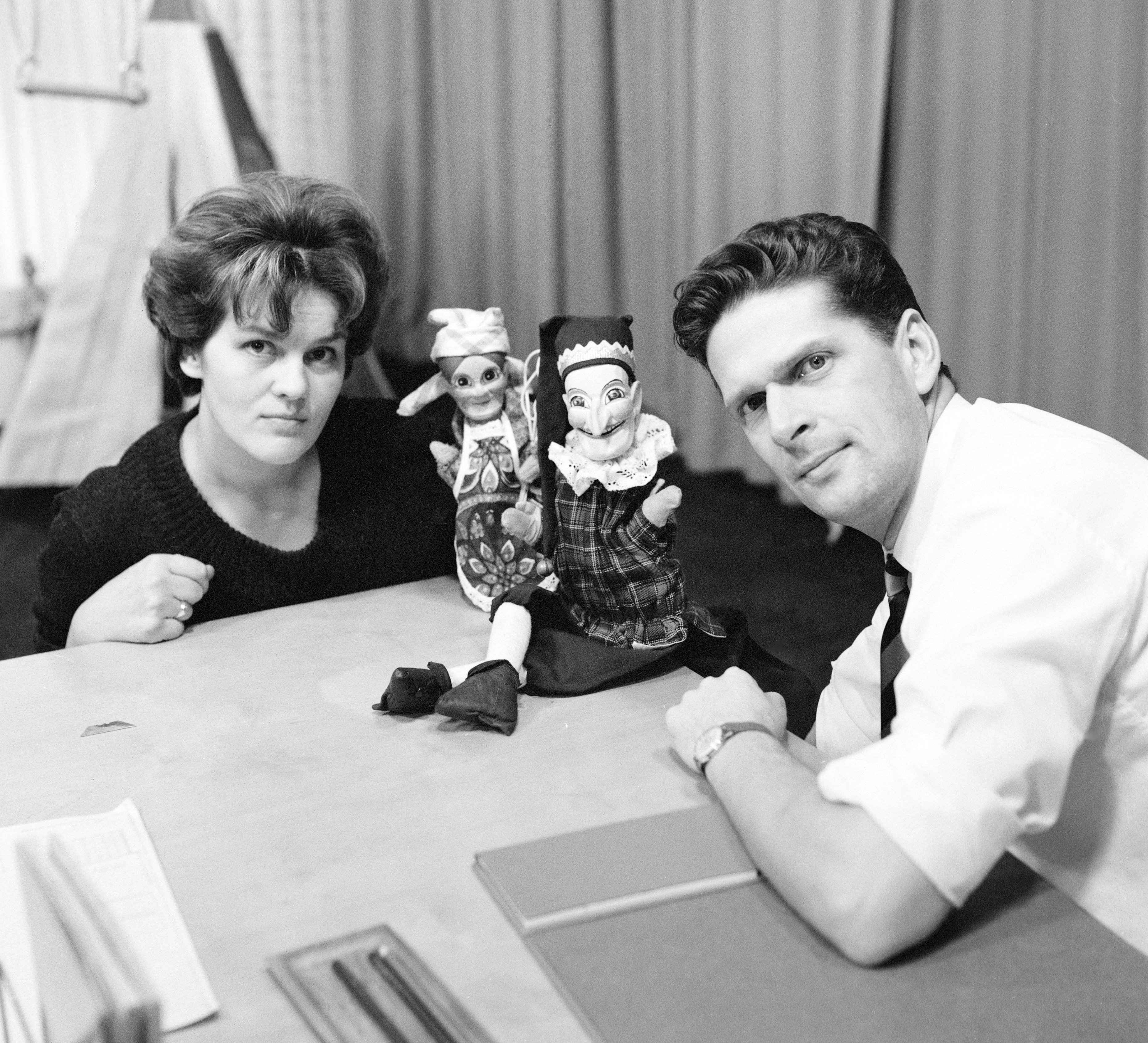
Irja Ranin y Matti Ranin

Ranin tuvo una gran actividad televisiva, siendo autora de varios programas infantiles. Comenzó su trayectoria televisiva en el canal Tesvisio, pasando después al canal Yle TV2 de Yleisradio, emisora en la que desde 1967 fue la editora de programas infantiles de Yle TV1. Realizó Niksulan TV, el primer programa infantil finlandés, y dirigió series infantiles como Hiirihäiriö y Heikkopeikko, además de programas centrados en el personaje Histamiini. Además de su trabajo en emisiones infantiles, también dio voz a diferentes comerciales televisivos de MTV3.
Ranin se jubiló en 1991. Por su trabajo a favor de la cultura en la infancia recibió, entre otros reconocimientos, la medalla Arvo Ylppö concedida en 1965 por la Liga Mannerheimin para el Bienestar Infantil, la cruz del mérito de la Orden del León de Finlandia en 1984, y el premio de la Federación de Organizaciones de Teatro de Finlandia en 1989.
Irja Ranin falleció en Espoo, Finlandia, en el año 1995. Fue enterrada junto a su madre y a su esposo, Matti Ranin, en la tumba familiar del Cementerio de Hietaniemi (tumba 5-05-0048). Fue madre de Markku Ranin, Matti Olavi Ranin, Mikko Ranin y Martti Ranin.